# Henrique Cayatte
Henrique Cayatte (Lisboa, 1957) é um designer e ilustrador português, com um vasto trabalho na área editorial.

## Biografia
Nasceu em Lisboa em 1957 e frequentou a Escola Superior de Belas-Artes de Lisboa.
Em 1980, Henrique Cayatte foi para a Guiné-Bissau como professor voluntário de Língua Portuguesa e quando regressou a Portugal começou a trabalhar em editoras, desempenhando funções de diretor gráfico em algumas delas.
Foi colaborador da revista do ‘Expresso’ e, nessa altura,  Vicente Jorge Silva convidou-o para fazer o jornal diário ‘Público’, do qual foi fundador, editor gráfico, ilustrador e autor do design de toda a publicação e suplementos do jornal Público. Em 1991, fundou o Atelier Henrique Cayatte, onde desenvolve trabalho de design na área cultural, educativa e científica, de ilustração e editorial, bem como assessoria de comunicação.
Henrique Cayatte tem escrito sobre design, comissariado Exposições, foi o designer coordenador dos catálogos para a área de exposições da "Lisboa Capital Europeia da Cultura '94"; comissário e autor do design global da exposição 1990|2004 Arquitetura e Design de Portugal, Trienal de Milão; autor de uma crónica semanal na rádio sobre design, na T.S.F., editado pela revista Graphics (1996) e entre 1995 e 2001 dirigiu o Seminário Avançado de Design de Comunicação do A.R.C.O..
Desenvolveu, com o arquiteto italiano Pierluigi Cerri, o sistema de sinalética e comunicação da EXPO ’98, sendo responsável pelo design do Pavilhão de Portugal na EXPO '98, e em 2000 pelo design global do Pavilhão de Portugal na exposição universal Hannover 2000. Foi responsável pelo projeto expositivo do Pavilhão de Portugal na exposição mundial de Aichi 2005, Japão.
Na área da informação, Henrique Cayatte foi o designer da revista ‘Ler’ e “Egoista”,  é o autor do design global da obra D. Quixote, editada pelo jornal EXPRESSO, e do novo design dos jornais Diário de Notícias, O Jogo e TV Guia. Foi também o responsável pelo design do novo Passaporte Electrónico Português e do Cartão de Cidadão.
Professor convidado na Universidade de Aveiro, foi também um dos coordenadores do curso de pós-graduação em Design Urbano da Faculdade de Belas Artes da Universidade de Lisboa e do Centro Português de Design.

## Prémios
Recebeu vários prémios e medalhas, entre eles:
- 1986- Primeiro Prémio de Ilustração da Secretaria de Estado da Cultura para o conjunto da obra de ilustração;
- 1988 - Grande Prémio Gulbenkian de Literatura para Crianças e Jovens pelas Ilustrações do livro infantil O grande Lagarto da Pedra Azul, de Papiniano Carlos;
- 1999 - Prémio Nacional de Design, atribuído pelo Centro Português de Design
- 2000 – Prémio Nacional de Ilustração com o livro “Estranhões & Bizarrocos” com texto de José Eduardo Agualusa
- 2001 - Prémio Gulbenkian de Ilustração com esta mesma obra;
- 2003 - Prémio Dibner Award 2003 [EUA] com a exposição Engenho e Obra – Engenharia portuguesa no século XX
- 2003 - Prémio Nacional de Design 2003 [Troféu Sena da Silva – carreira];
- 2005 - Quatro prémios para a revista Egoísta na categoria de Design.
- 2011 - Prémio Autores de 2011 de Melhor exposição de artes plásticas com Viva a República